# 1906 en aéronautique
Chronologie de l'aéronautique
- 1902
- 1903
- 1904
- 1905
- 1906
- 1907
- 1908
- 1909
- 1910

Cet article présente les faits marquants de l'année 1906 en aéronautique.

## Évènements

### Mars
- 3 mars  : premier vol du Vuia N°1 de Traian Vuia.
- 18 mars : Traian Vuia effectue un vol de 12 mètres au bord de Vuia N°1. C'est la première fois au monde qu'un « vol » d'un plus lourd que l'air autopropulsé est rendu connu au public dans le numéro d'avril de  L'Aérophile.

### Juillet
- 12 juillet : première ascension d'un dirigeable au Canada.

### Août
- 19 août   : Traian Vuia effectue un vol de 25 mètres à une altitude de 2,5 mètres au bord de Vuia N°1 légèrement modifié. Le vol, terminé par une chute, est rendu public dans le numéro de septembre de L'Aérophile.

### Septembre
- 13 septembre  : Alberto Santos-Dumont effectue un vol de 20 mètres sur son avion 14 Bis. C'est la première fois au monde qu'un « vol » d'un plus lourd que l'air a lieu en public.

- 30 septembre  : première attribution de la coupe aéronautique Gordon Bennett pour les ballons à Frank Lahm, lieutenant de l'armée américaine, et au major Henry Hersey qui effectuent un vol de 641 km. Parti de Paris, des jardins des Tuileries, ils se posent après 22 heures et 15 minutes de vol à Fyling-Dales dans le Yorkshire dans le nord de l'Angleterre.

### Octobre
- 23 octobre : Alberto Santos-Dumont fait décoller à Paris un engin plus lourd que l'air sans artifice au décollage. Il remporte la coupe Ernest Archdeacon.

### Novembre
- 11 novembre  : première traversée des Alpes en Ballon. Les Italiens Usuelli et Crespi signent cette première.

- 12 novembre  : Alberto Santos-Dumont effectue un vol sur un Santos-Dumont 14-bis à Bagatelle à Paris sur 220 m en 21 secondes pour une vitesse de 41,292 km/h. C'est le tout premier vol officiellement reconnu par la Fédération aéronautique internationale (cf. 1904.

- 29 novembre  : l'Autrichien Igor Etich réalise le premier vol d'un avion en Autriche sur un « Taube ».